# WTA Challenger de San Antonio
O WTA Challenger de San Antonio – ou San Antonio Open, na última edição – foi um torneio de tênis profissional feminino, de nível WTA 125K.
Realizado em San Antonio, nos Estados Unidos, estreou em 2016 e durou uma edição. Os jogos eram disputados em quadras duras durante o mês de março.

## Finais

### Simples
| Ano  | Campeã     | Vice-campeã        | Resultado |
| ---- | ---------- | ------------------ | --------- |
| 2016 | Misaki Doi | Anna-Lena Friedsam | 6–4, 6–2  |

### Duplas
| Ano  | Campeãs                             | Vice-campeãs                             | Resultado |
| ---- | ----------------------------------- | ---------------------------------------- | --------- |
| 2016 | Anna-Lena Grönefeld Nicole Melichar | Klaudia Jans-Ignacik Anastasia Rodionova | 6–1, 6–3  |